# Igreja Paroquial de Sabóia
A Igreja Paroquial de Sabóia, igualmente conhecida como Igreja de Nossa Senhora da Assunção, é um monumento religioso na localidade de Sabóia, no Município de Odemira, em Portugal.

## Descrição
O edifício situa-se na Avenida António Manuel Ribeiro, na aldeia de Sabóia. Tem uma só nave, e uma capela-mor com cobertura em abóbada. É um exemplo da interpretação popular do barroco, com uma forte influência vernacular.
Tem uma planta longitudinal de forma escalonada, com uma só nave, uma capela-mor, uma capela lateral, sacristia, duas torres e outros compartimentos. O corpo da igreja tem cobertura de duas águas, com telhados diferenciados para os outros corpos. A fachada principal tem um só pano ladeado por pilastras, e com um soco em cantaria, sendo rasgado por um portal em cantaria, com verga recta adintelada. No topo abre-se um janelão engradado, sendo a parede rematada por um frontão de forma mistilínea, coroado por uma cruz grega e ladeado por fogaréus que coroam os remates dos cunhais. A torre sineira possui dois registos divididos por cornijas, com um olhal em arco de volta perfeita, sendo rematada por um coruchéu de forma escalonada onde se abrem óculos, ladeado por fogaréus. A torre do relógio está adossada à sineira, e não possui quaisquer aberturas, terminando numa empena de forma triangular com um telhado de duas águas. No lado Sul encontra-se o mostrador do relógio, com a inscrição C M O, que é encimado por uma empena de forma polilobada, com uma estátua de faiança no topo, ladeada por pinhas também em faiança. O alçado Sul da igreja tem quatro panos divididos por contrafortes, sendo o quarto pano rasgado pela porta lateral da igreja, com moldura de cantaria e verga recta. Junto ao portal encontra-se o corpo correspondente à capela lateral, com empena coroada por uma cruz, e depois a parede da capela-mor, com uma janela. A fachada oriental não tem aberturas, e termina numa empena com uma cruz latina no topo, encontrando-se à direita a porta para a sacristia. O lado Norte possui um só pano, com duas frestas e uma porta.
No interior, a cobertura da nave é formada por painéis de madeira, em três planos. No lado do Evangelho abre-se o acesso ao baptistério, com arco de volta perfeita sobre pilastras. Aquele compartimento é coberto por uma abóbada de berço, e no interior encontra-se a fonte baptismal, em cantaria, e um armário. Depois da entrada para o baptistério situa-se o púlpito, com a bacia e as guardas em cantaria, e em seguida uma capela lateral, com um retábulo decorado com talha dourada e policromada. Destacam-se igualmente os lambris de azulejos que forram parcialmente as paredes da nave. O acesso à capela-mor faz-se através de um arco triunfal de volta perfeita sobre pilastras, com um retábulo em cada lado, igualmente ornados com talha dourada e policromada. A capela-mor tem cobertura em forma de abóbada de berço, e paredes forradas com azulejos, que são rasgadas no lado direito por uma janela, e no lado esquerdo por uma porta para a sacristia. O retábulo tem talha dourada e policromada, com um nicho no centro e um pedestal por debaixo de um baldaquino, que é flanqueado por pilastras e baldaquinhos de menores dimensões. No topo encontra-se um arco de volta perfeita, com uma cartela com anagrama mariano, e que é encimado por um conjunto de volutas, e um querubim debaixo de uma sanefa.

## História
A igreja foi construída no século XVIII, enquanto que a torre do relógio foi instalada na centúria seguinte. Na década de 1960 foi alvo de obras de recuperação, que incluíram a substituição das coberturas e dos pavimentos, e a instalação de energia eléctrica.
Em 2014 iniciou-se o processo para a execução de obras de remodelação na igreja, tendo a principal responsável sido a irmã Ascensão Lourenço, com a colaboração dos párocos Júlio Lemos e Adriano Mata, da Comissão Fabriqueira e outros órgãos religiosos locais, da Câmara Municipal de Odemira, da Junta de Freguesia de Sabóia e da Santa Casa da Misericórdia de Lisboa. Os trabalhos abrangeram a substituição do forro, dos pavimentos e do telhado, diversas melhorias na sacristia, a instalação de novos equipamentos sonoros e de iluminação, e uma intervenção no sino. A igreja foi oficialmente reaberta após as obras em 10 de Setembro de 2017, com uma cerimónia religiosa presidida pelo Bispo de Beja, D. José Marcos. Nesta altura, previa-se que as próximas intervenções a serem feitas seriam o restauro dos altares, das imagens e das talhas.